# Anjidiv
Anjidiv és una illa de l'Índia a Karnataka, al sud de Goa a l'entrada del port de Karwar (Karwar Port) a uns 7 km al sud de Karwar al districte d'Uttara Kannada. La superfície és d'1,25 km². Té forma de mitjà lluna amb les puntes mirant a la costa amb una llargada d'1,6 km de nord a sud i un terme mitjà de 250 metres d'ample. Un port està situat a la part oriental però les úniques cases es troben a la punta nord amb una antiga fortalesa.
Es creu que correspon a l'illa d'Aigidioi esmentada per Claudi Ptolemeu i després per l'anònim autor del Periplus. No se'n torna a parlar fins Ibn Battuta que hi va desembarcar el 1342. Al segle xv era una base comercial àrab segons sembla arrabassada a una guarnició del regne de Vijayanagar. El 1498 els portuguesos amb Vasco de Gama la van visitar; hi van tornar el 1502 i es van establir a l'anomenada Índia Portuguesa el 1505 i hi van construir una fortalesa, però es van retirar el 1506. Al cap d'un cert temps van retornar i ja no se'n van moure. El 1661 quan l'illa de Bombai i el port foren cedits als britànics hi fou enviada una força de cinc cents homes dirigits per Abraham Shipman per prendre possessió i durant les negociacions per la transferència l'expedició britànica va anar a acampar Anjidiv el 1664, on Sir Abraham i 381 dels seus homes van morir accidentalment a causa d'una tempesta del monsó. El 1682 es va construir el fot que encara existeix. Fou atacat diverses vegades pel marathes. Els portuguesos el van fer servir com a penal de Goa.
Fou ocupada per l'Índia durant l'operació Vijay d'ocupació de Goa, Diu i Damaõ el 1961. La tasca de la conquesta de l'illa fou encarregada a l'INS Mysore i el INS Trishul; aquest darrer fou el que va desembarcar el 18 de desembre de 1961. Els portuguesos van hissar bandera blanca a la platja anomenada Lima però després alguns soldats lusitans van iniciar trets. Es va començar el bombardeig i els portuguesos es van rendir el mateix dia 18 i el 19 de desembre foren portats fora de l'illa presoners. A les dues i vint-i-cinc de la tarda de 19 de desembre la bandera índia fou hissada a l'illa.